# دیتر اشنایدر

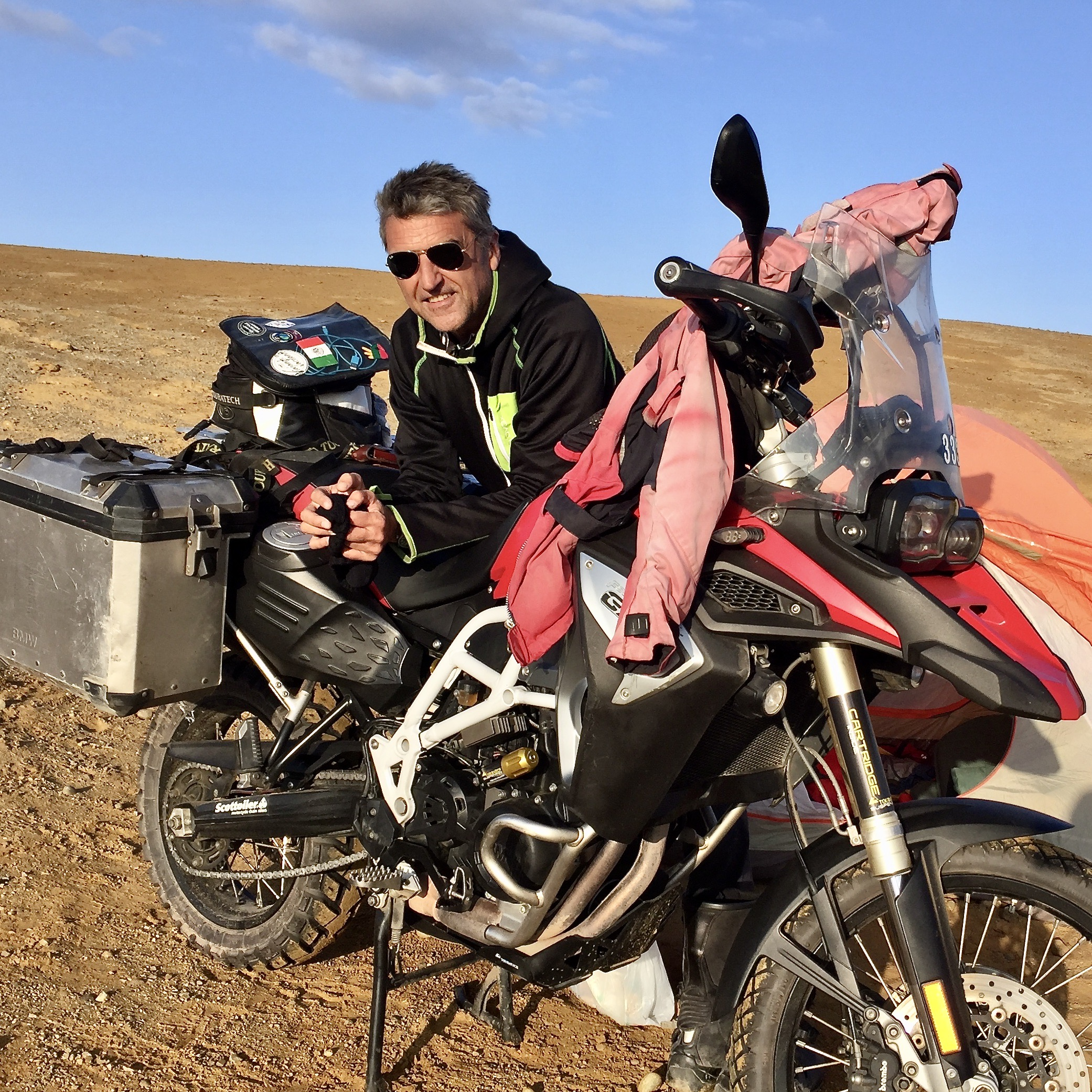
شمشیرباز اهل آلمان

دیتر اشنایدر (به آلمانی: Dieter Schneider) شمشیرباز اهل آلمان بوده است. وی در المپیک تابستانی ۱۹۸۴ و ۱۹۸۸ شرکت کرده است.